# Boletales
Boletales är en ordning av basidiesvampar inom klassen Agaricomycetes och utgör tillsammans med ordningarna Agaricales, Amylocorticales och Atheliales underklassen Agaricomycetidae. 
Boletales upprättades 1931 av den franske mykologen Édouard-Jean Gilbert.

## Egenskaper
Svamparna inom ordningen saknar gemensamma morfologiska karaktärer. Till ordningen hör, framförallt, de svampar som vi i dagligt tal kallar "soppar", det vill säga svampar med köttig hatt, centralställd fot och ett rörformigt hymenofor (och detta rörlager är till skillnad från "tickornas" lätt att lossa från hattköttet). "Soppar" återfinns främst inom Boletaceae och Suillaceae, men även inom Gomphidiaceae och Boletinellaceae. Det finns även svampar med lamellartat hymenofor, som exempelvis släktet Paxillus i Paxillaceae. Vidare finns det gasteroida "buksvampar", som de röksvampslika jordtryfflarna i Scleroderma eller de underjordiska hartryfflarna i Rhizopogonaceae. Därutöver finns det resupinata former (vidvuxna vid underlaget) med slätt eller vårtigt (som i Coniophoraceae och Serpulaceae), meruloida ("vindlande labyrintlika", som hos Leucogyrophana) eller taggigt (som hos Gyrodontium) hymenofor. Det finns till och med en "ticka", Bondarcevomyces taxi i Tapinellaceae.
Inom ordningen finns dock en unik kemisk egenskap: de bildar pigment utgående från terfenylkinonen atromentin, som pulvinsyraderivat, cyklopentenoner, med flera. (Även inom ordningen Thelephorales används atromentin som substrat för syntes, men där stannar det vid enkla terfenylkinoner.)
Majoriteten av arterna (uppskattningsvis 90%) bildar ektomykorrhiza med träd, men några lever saprotrofiskt som brunrötesvampar (speciellt på barrträd) och det finns också några få parasiter på andra Boletales (som parasitsoppen på gul rottryffel, eller arterna i Chroogomphus och Gomphidius på Suillus och Rhizopogon). Sålunda är ordningens representanter mer eller mindre bundna till skogsmarker (eller är i vissa fall skadegörare på träbyggnader).
Bland arterna finner man flera uppskattade matsvampar, som stensopp ("Karljohan"), brunsopp och smörsopp, några otäcka giftsvampar, som djävulssopp, och några fruktade skadegörare, som hussvamp och källarsvamp.

## Underordningar
Boletales delas in i underordningarna Boletineae, Paxillineae (räknas normalt in i Boletinae), Sclerodermatineae, Suillineae, Tapinellineae och Coniophorineae, där Coniophorinae förefaller vara polyfyletisk och Tapinellineae basal. Dessa (och två familjer som hamnar lite utanför) uppvisar enligt Binder & Hibbett förljande släktskap:
|  | Hygrophoropsidaceae |
|  |                     |
|  | Coniophorineae      |
|  |                     |

|  | Sclerodermatineae                                          |
|  |                                                            |
|  | \| \| Paxillineae \| \| \| \| \| \| Boletineae \| \| \| \| |
|  |                                                            |
|  | Paxillineae                                                |
|  |                                                            |
|  | Boletineae                                                 |
|  |                                                            |

|  | Paxillineae |
|  |             |
|  | Boletineae  |
|  |             |

|  | Sclerodermatineae                                          |
|  |                                                            |
|  | \| \| Paxillineae \| \| \| \| \| \| Boletineae \| \| \| \| |
|  |                                                            |
|  | Paxillineae                                                |
|  |                                                            |
|  | Boletineae                                                 |
|  |                                                            |

|  | Paxillineae |
|  |             |
|  | Boletineae  |
|  |             |

|  | Hygrophoropsidaceae |
|  |                     |
|  | Coniophorineae      |
|  |                     |

|  | Sclerodermatineae                                          |
|  |                                                            |
|  | \| \| Paxillineae \| \| \| \| \| \| Boletineae \| \| \| \| |
|  |                                                            |
|  | Paxillineae                                                |
|  |                                                            |
|  | Boletineae                                                 |
|  |                                                            |

|  | Paxillineae |
|  |             |
|  | Boletineae  |
|  |             |

|  | Sclerodermatineae                                          |
|  |                                                            |
|  | \| \| Paxillineae \| \| \| \| \| \| Boletineae \| \| \| \| |
|  |                                                            |
|  | Paxillineae                                                |
|  |                                                            |
|  | Boletineae                                                 |
|  |                                                            |

|  | Paxillineae |
|  |             |
|  | Boletineae  |
|  |             |

|  | Hygrophoropsidaceae |
|  |                     |
|  | Coniophorineae      |
|  |                     |

|  | Sclerodermatineae                                          |
|  |                                                            |
|  | \| \| Paxillineae \| \| \| \| \| \| Boletineae \| \| \| \| |
|  |                                                            |
|  | Paxillineae                                                |
|  |                                                            |
|  | Boletineae                                                 |
|  |                                                            |

|  | Paxillineae |
|  |             |
|  | Boletineae  |
|  |             |

|  | Sclerodermatineae                                          |
|  |                                                            |
|  | \| \| Paxillineae \| \| \| \| \| \| Boletineae \| \| \| \| |
|  |                                                            |
|  | Paxillineae                                                |
|  |                                                            |
|  | Boletineae                                                 |
|  |                                                            |

|  | Paxillineae |
|  |             |
|  | Boletineae  |
|  |             |

|  | Hygrophoropsidaceae |
|  |                     |
|  | Coniophorineae      |
|  |                     |

|  | Sclerodermatineae                                          |
|  |                                                            |
|  | \| \| Paxillineae \| \| \| \| \| \| Boletineae \| \| \| \| |
|  |                                                            |
|  | Paxillineae                                                |
|  |                                                            |
|  | Boletineae                                                 |
|  |                                                            |

|  | Paxillineae |
|  |             |
|  | Boletineae  |
|  |             |

|  | Sclerodermatineae                                          |
|  |                                                            |
|  | \| \| Paxillineae \| \| \| \| \| \| Boletineae \| \| \| \| |
|  |                                                            |
|  | Paxillineae                                                |
|  |                                                            |
|  | Boletineae                                                 |
|  |                                                            |

|  | Paxillineae |
|  |             |
|  | Boletineae  |
|  |             |

|  | Hygrophoropsidaceae |
|  |                     |
|  | Coniophorineae      |
|  |                     |

|  | Sclerodermatineae                                          |
|  |                                                            |
|  | \| \| Paxillineae \| \| \| \| \| \| Boletineae \| \| \| \| |
|  |                                                            |
|  | Paxillineae                                                |
|  |                                                            |
|  | Boletineae                                                 |
|  |                                                            |

|  | Paxillineae |
|  |             |
|  | Boletineae  |
|  |             |

|  | Sclerodermatineae                                          |
|  |                                                            |
|  | \| \| Paxillineae \| \| \| \| \| \| Boletineae \| \| \| \| |
|  |                                                            |
|  | Paxillineae                                                |
|  |                                                            |
|  | Boletineae                                                 |
|  |                                                            |

|  | Paxillineae |
|  |             |
|  | Boletineae  |
|  |             |

|  | Hygrophoropsidaceae |
|  |                     |
|  | Coniophorineae      |
|  |                     |

|  | Sclerodermatineae                                          |
|  |                                                            |
|  | \| \| Paxillineae \| \| \| \| \| \| Boletineae \| \| \| \| |
|  |                                                            |
|  | Paxillineae                                                |
|  |                                                            |
|  | Boletineae                                                 |
|  |                                                            |

|  | Paxillineae |
|  |             |
|  | Boletineae  |
|  |             |

|  | Sclerodermatineae                                          |
|  |                                                            |
|  | \| \| Paxillineae \| \| \| \| \| \| Boletineae \| \| \| \| |
|  |                                                            |
|  | Paxillineae                                                |
|  |                                                            |
|  | Boletineae                                                 |
|  |                                                            |

|  | Paxillineae |
|  |             |
|  | Boletineae  |
|  |             |

|  | Hygrophoropsidaceae |
|  |                     |
|  | Coniophorineae      |
|  |                     |

|  | Sclerodermatineae                                          |
|  |                                                            |
|  | \| \| Paxillineae \| \| \| \| \| \| Boletineae \| \| \| \| |
|  |                                                            |
|  | Paxillineae                                                |
|  |                                                            |
|  | Boletineae                                                 |
|  |                                                            |

|  | Paxillineae |
|  |             |
|  | Boletineae  |
|  |             |

|  | Sclerodermatineae                                          |
|  |                                                            |
|  | \| \| Paxillineae \| \| \| \| \| \| Boletineae \| \| \| \| |
|  |                                                            |
|  | Paxillineae                                                |
|  |                                                            |
|  | Boletineae                                                 |
|  |                                                            |

|  | Paxillineae |
|  |             |
|  | Boletineae  |
|  |             |

|  | Hygrophoropsidaceae |
|  |                     |
|  | Coniophorineae      |
|  |                     |

|  | Sclerodermatineae                                          |
|  |                                                            |
|  | \| \| Paxillineae \| \| \| \| \| \| Boletineae \| \| \| \| |
|  |                                                            |
|  | Paxillineae                                                |
|  |                                                            |
|  | Boletineae                                                 |
|  |                                                            |

|  | Paxillineae |
|  |             |
|  | Boletineae  |
|  |             |

|  | Sclerodermatineae                                          |
|  |                                                            |
|  | \| \| Paxillineae \| \| \| \| \| \| Boletineae \| \| \| \| |
|  |                                                            |
|  | Paxillineae                                                |
|  |                                                            |
|  | Boletineae                                                 |
|  |                                                            |

|  | Paxillineae |
|  |             |
|  | Boletineae  |
|  |             |

## Familjer
- Tapinellineae
  - Tapinellaceae
- Coniophorineae
  - Coniophoraceae
- Suillineae
  - Suillaceae[7]
  - Gomphidiaceae
  - Rhizopogonaceae
- Sclerodermatineae
  - Sclerodermataceae[8]
  - Boletinellaceae
  - Calostomataceae
  - Diplocystidiaceae
  - Gyroporaceae
- Boletineae (Paxillineae)
  - Paxillaceae
  - Melanogastraceae[9]
- Boletineae (s.str.)
  - Boletaceae
- Familjer med osäker placering inom Boletales (incertae sedis)
  - Hygrophoropsidaceae
  - Serpulaceae
  - Gasterellaceae[10]
  - Protogastraceae[11]
- Släkten med osäker placering inom Boletales (incertae sedis)
  - Corditubera[12]
  - Corneromyces[13]
  - Marthanella[14]
  - Phaeoradulum[15]

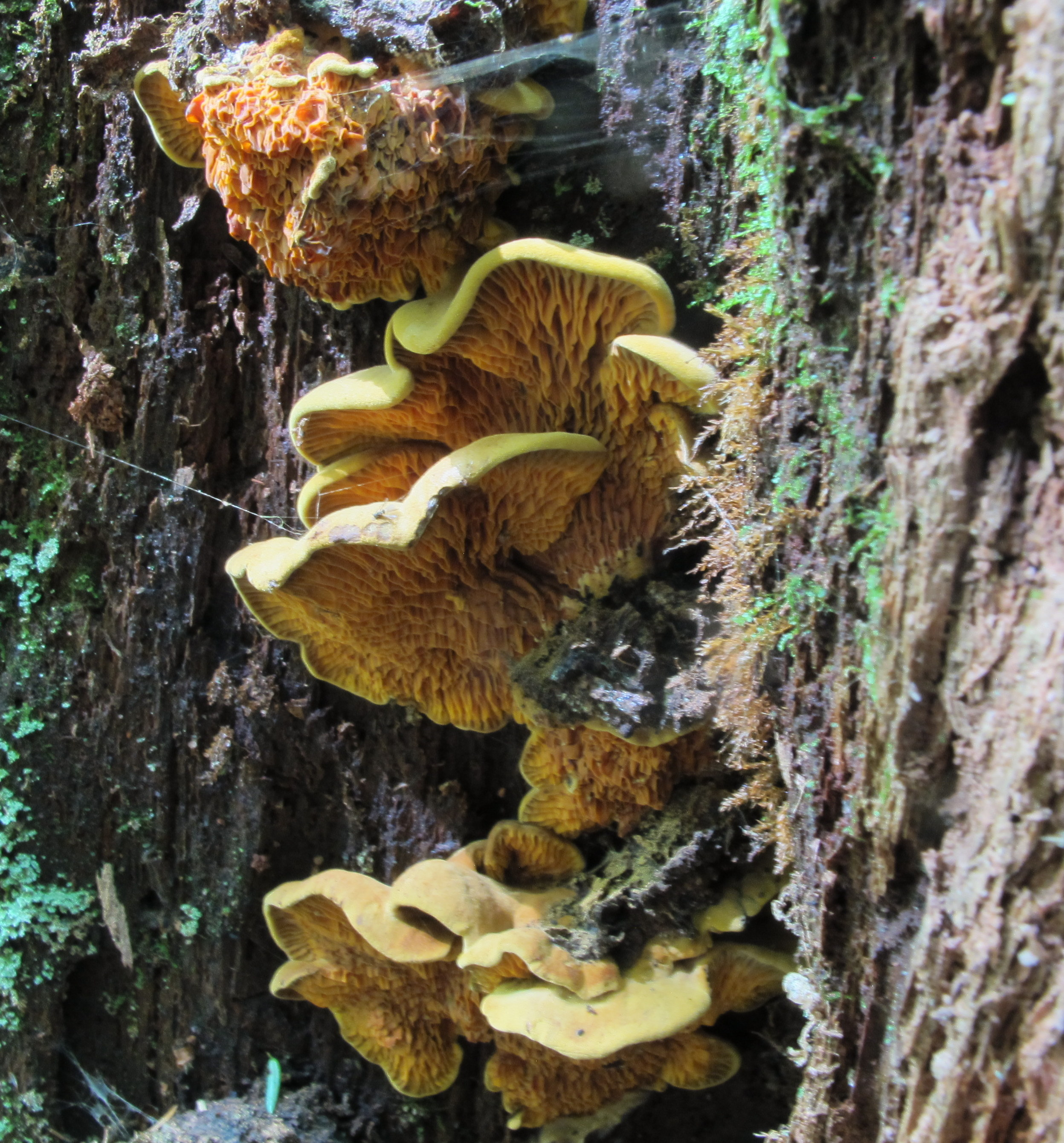
Pseudomerulius curtisii Tapinellaceae
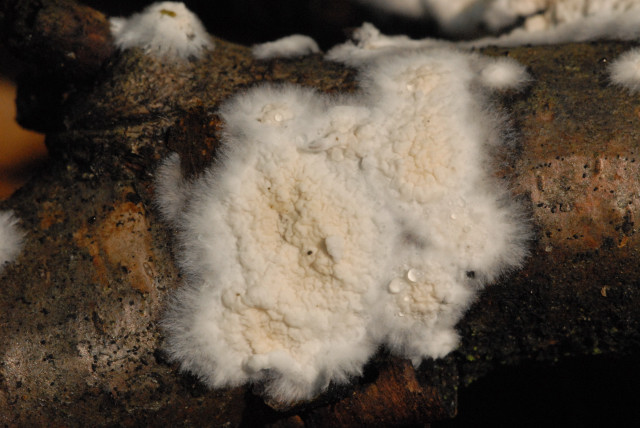
Coniophora puteana Coniophoraceae
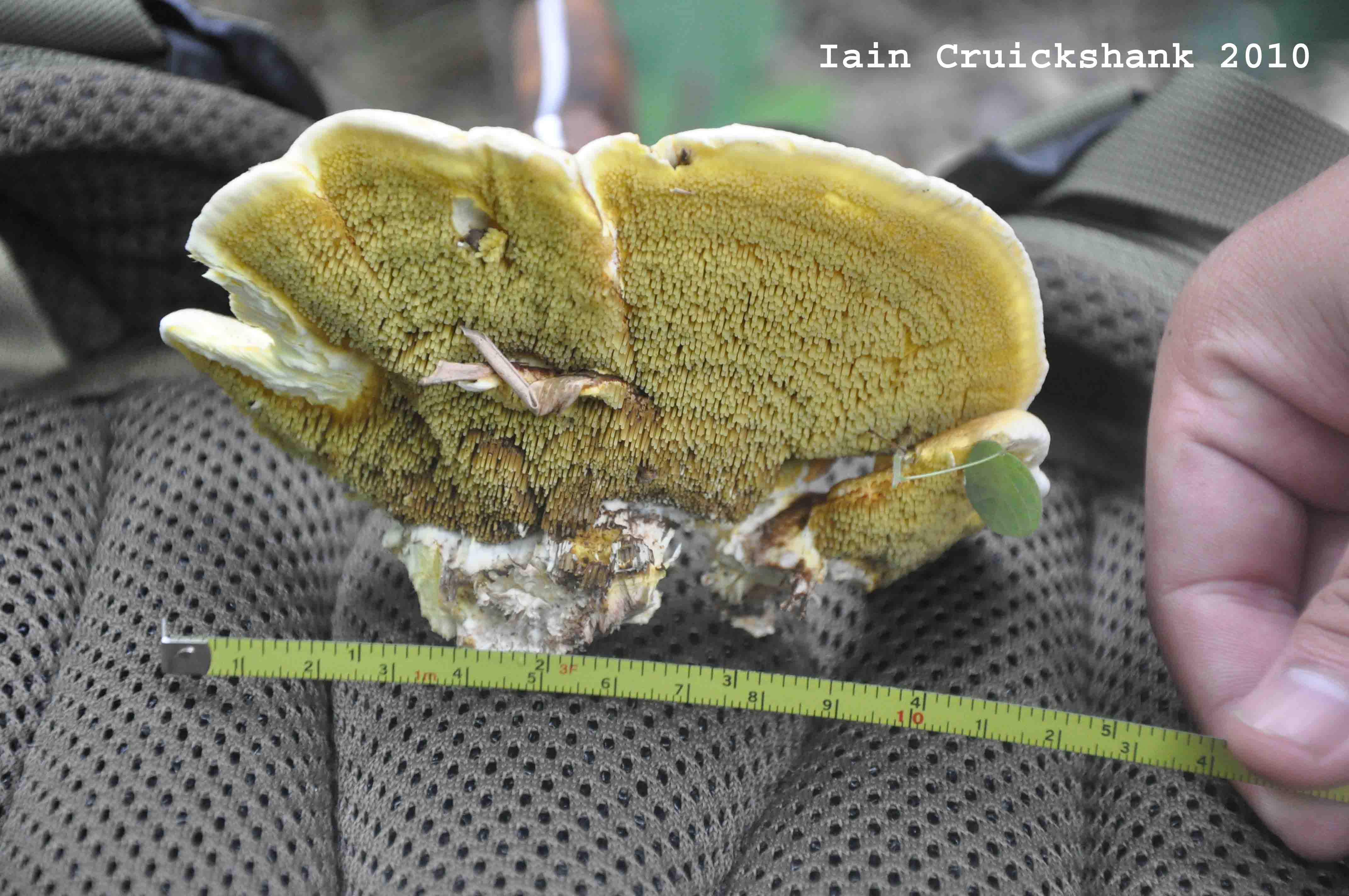
Gyrodontium sacchari Coniophoraceae
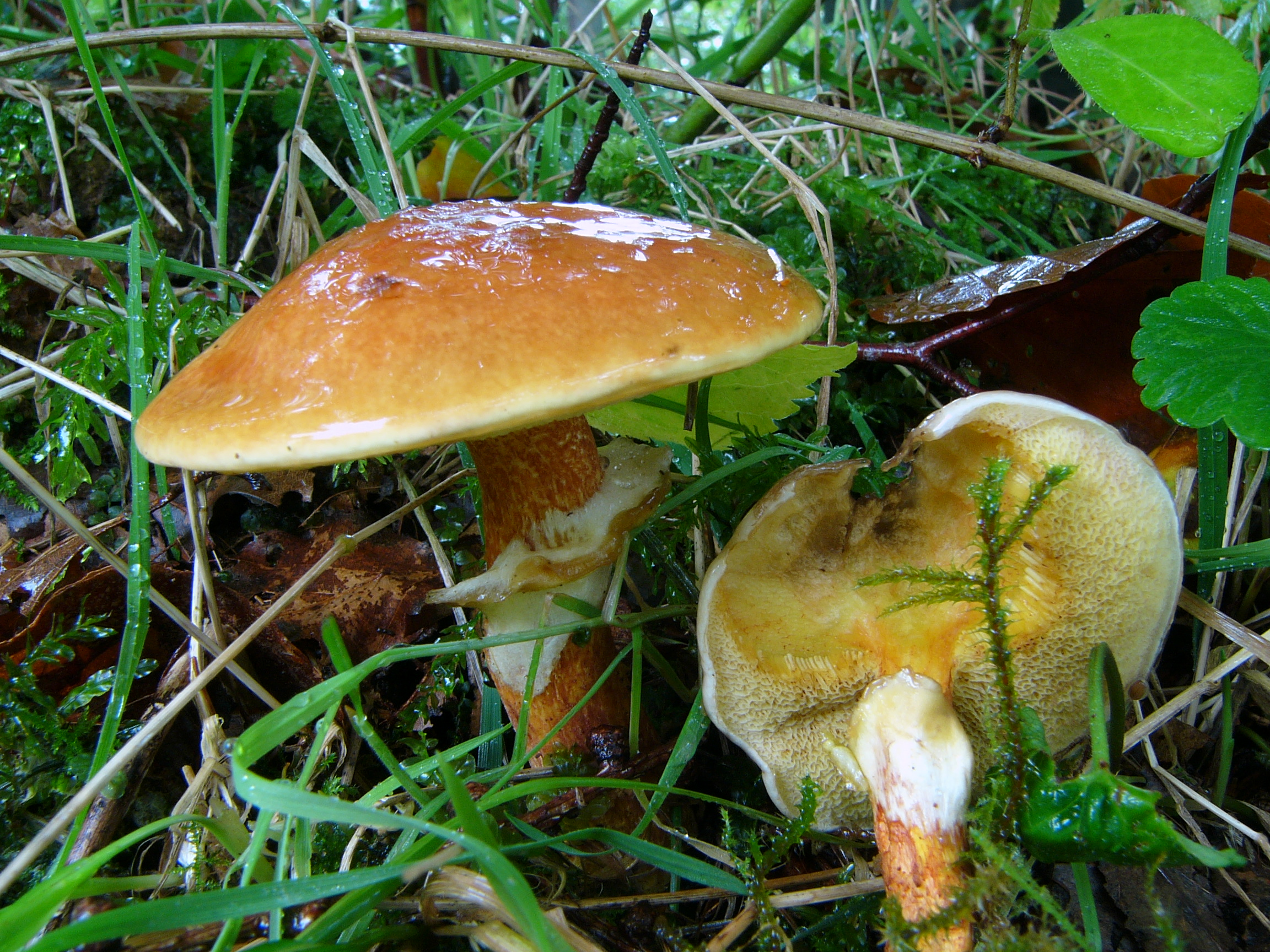
Suillus grevillei Suillaceae
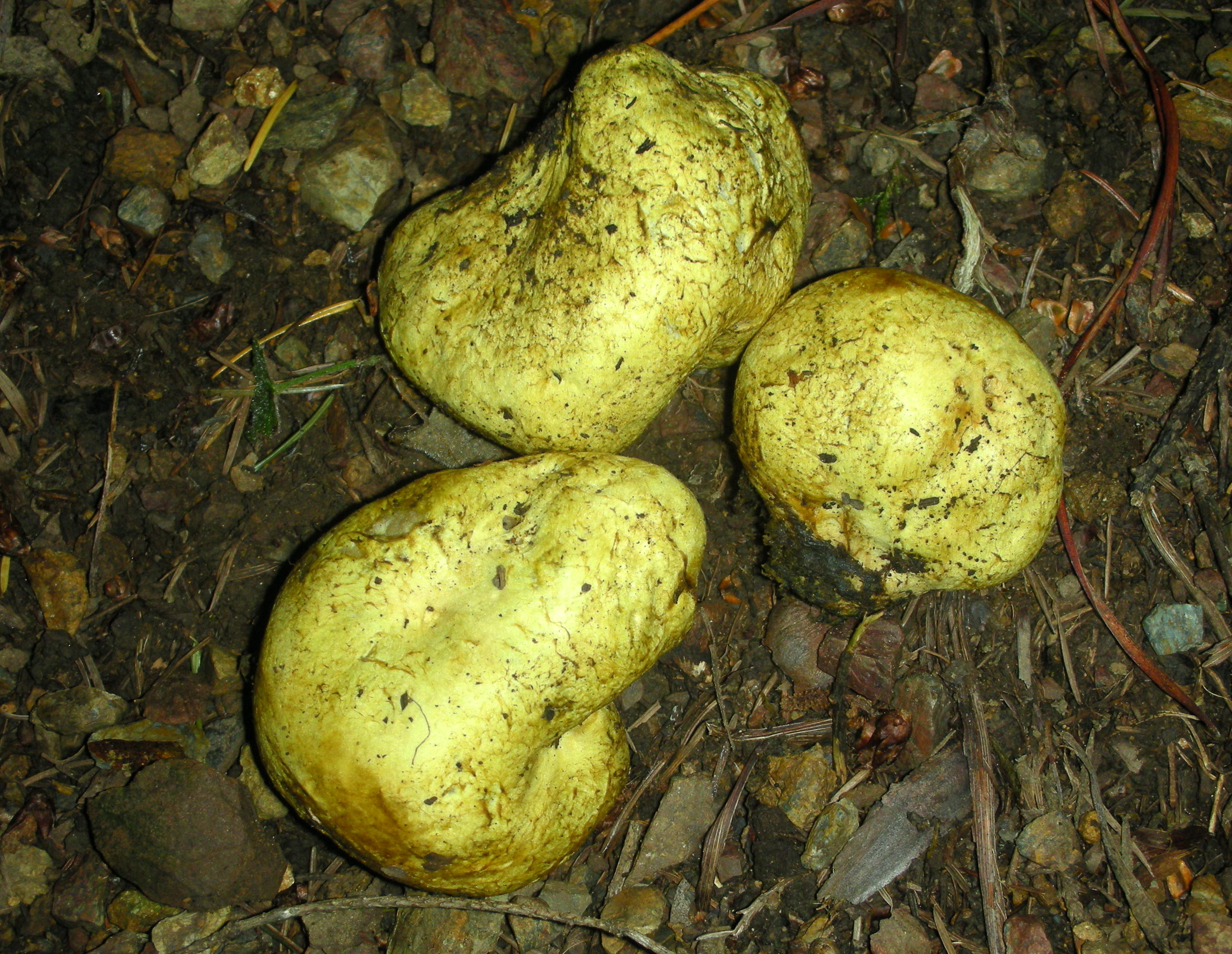
Truncocolumella citrina Suillaceae
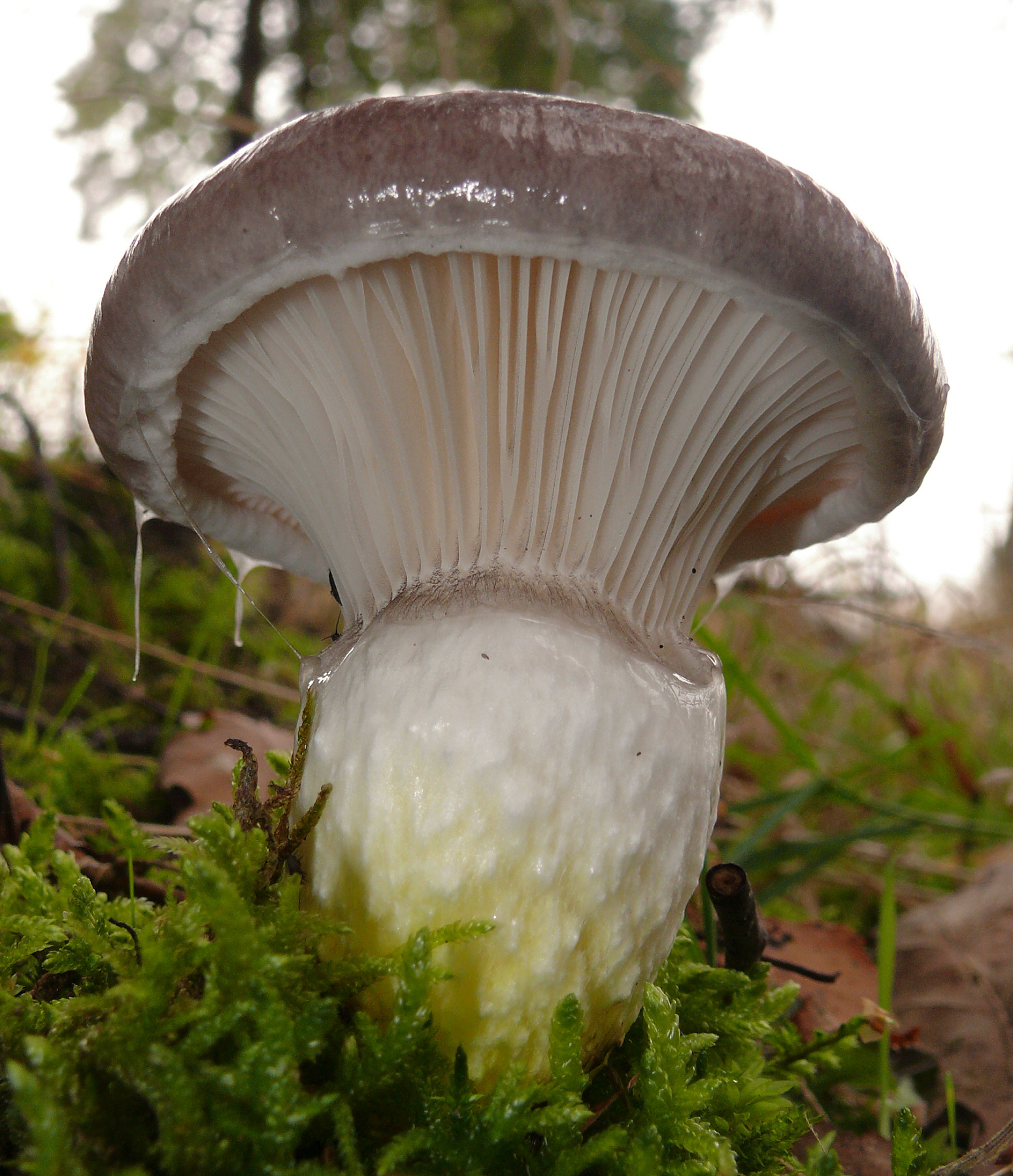
Gomphidius glutinosus Gomphidiaceae
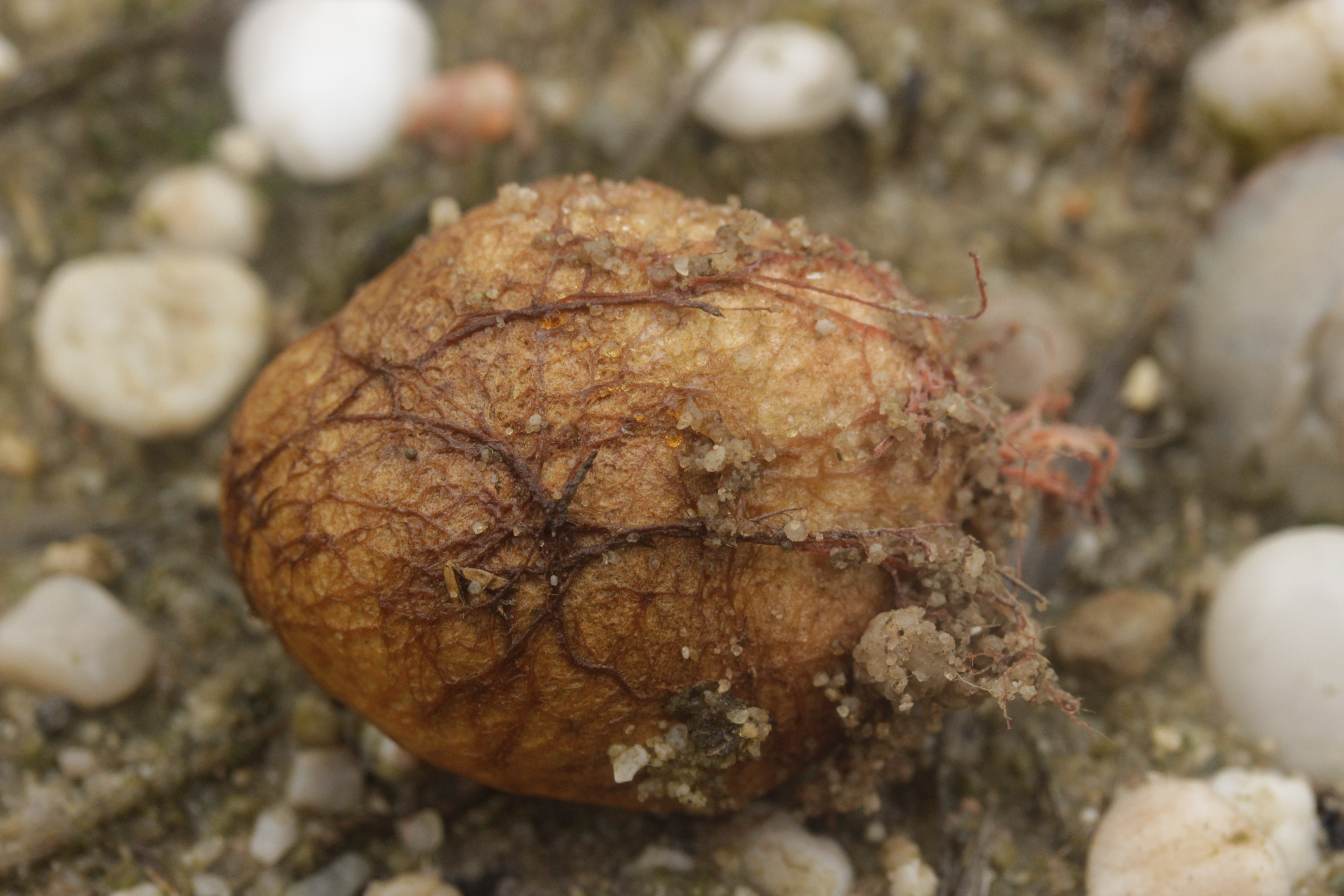
Rhizopogon luteolus Rhizopogonaceae
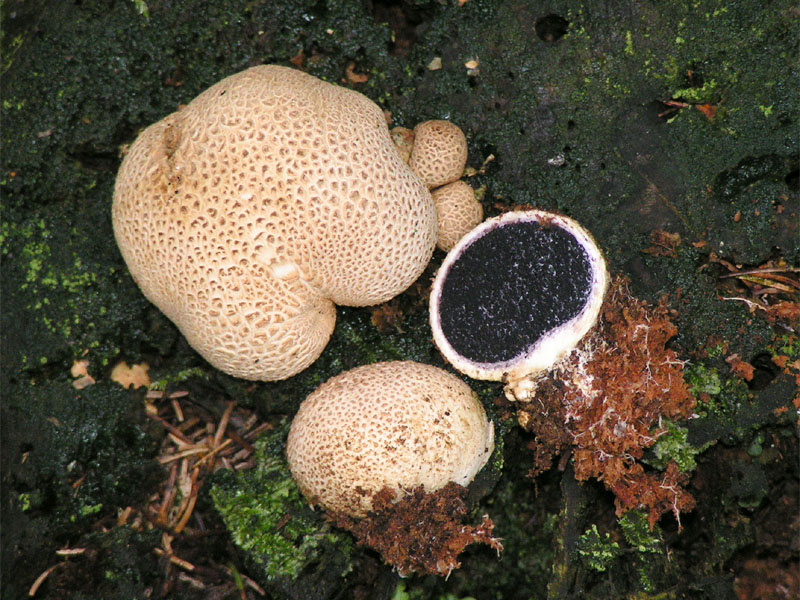
Scleroderma citrinum Sclerodermataceae
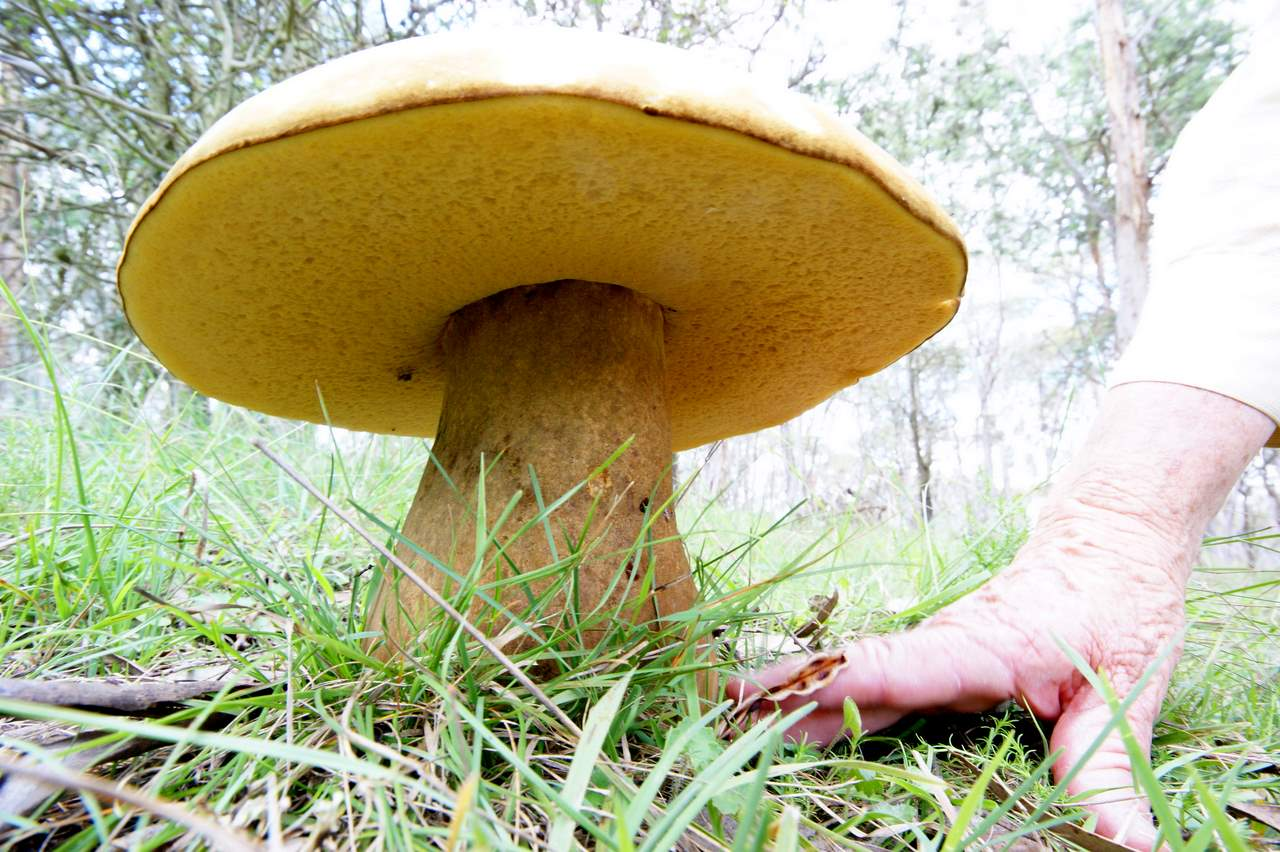
Phlebopus marginatus Boletinellaceae
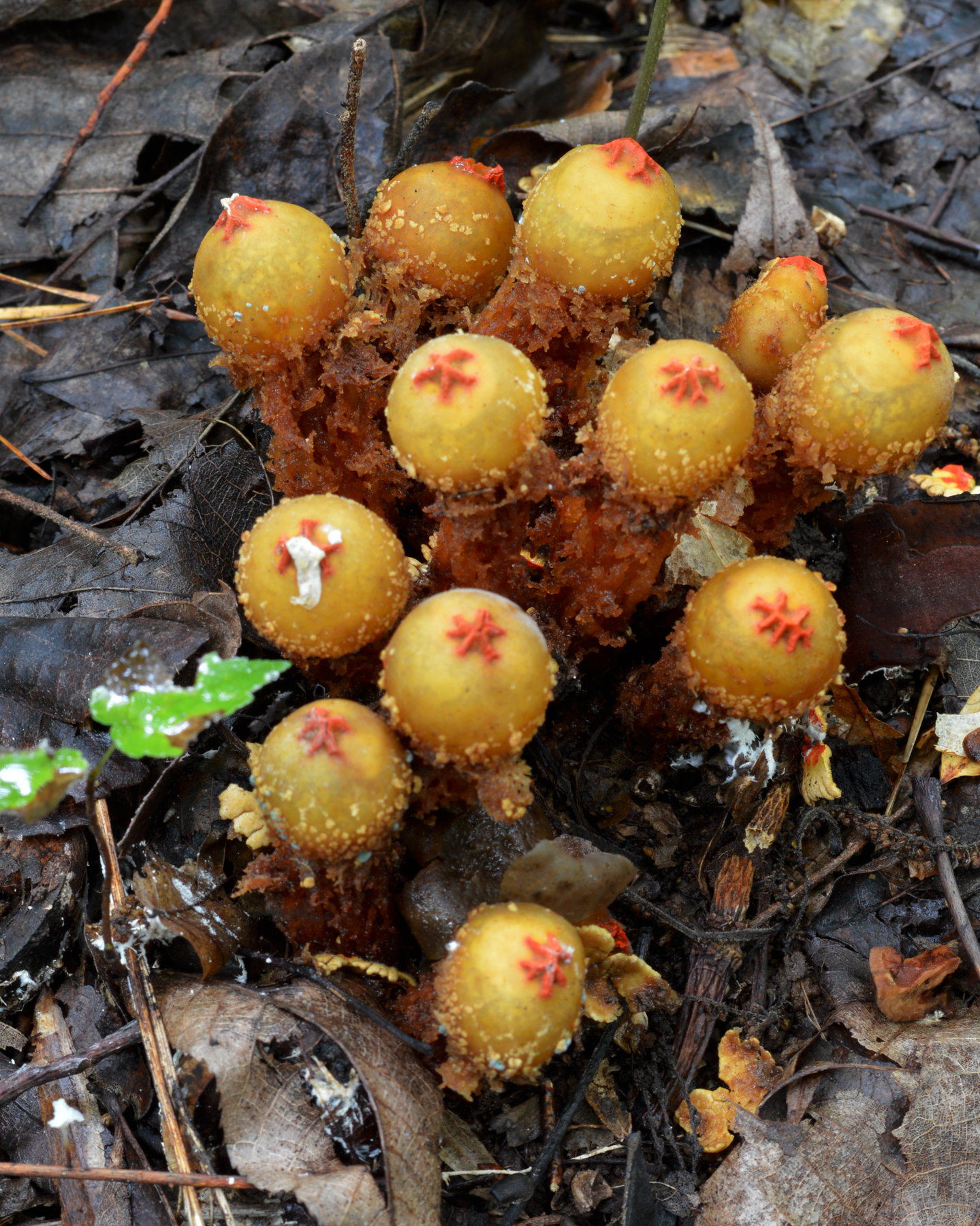
Calostoma cinnabarinum Calostomataceae
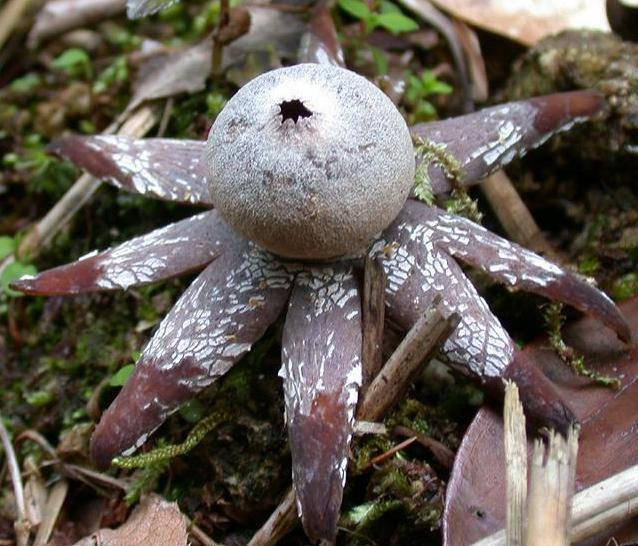
Astraeus hygrometricus Diplocystidiaceae
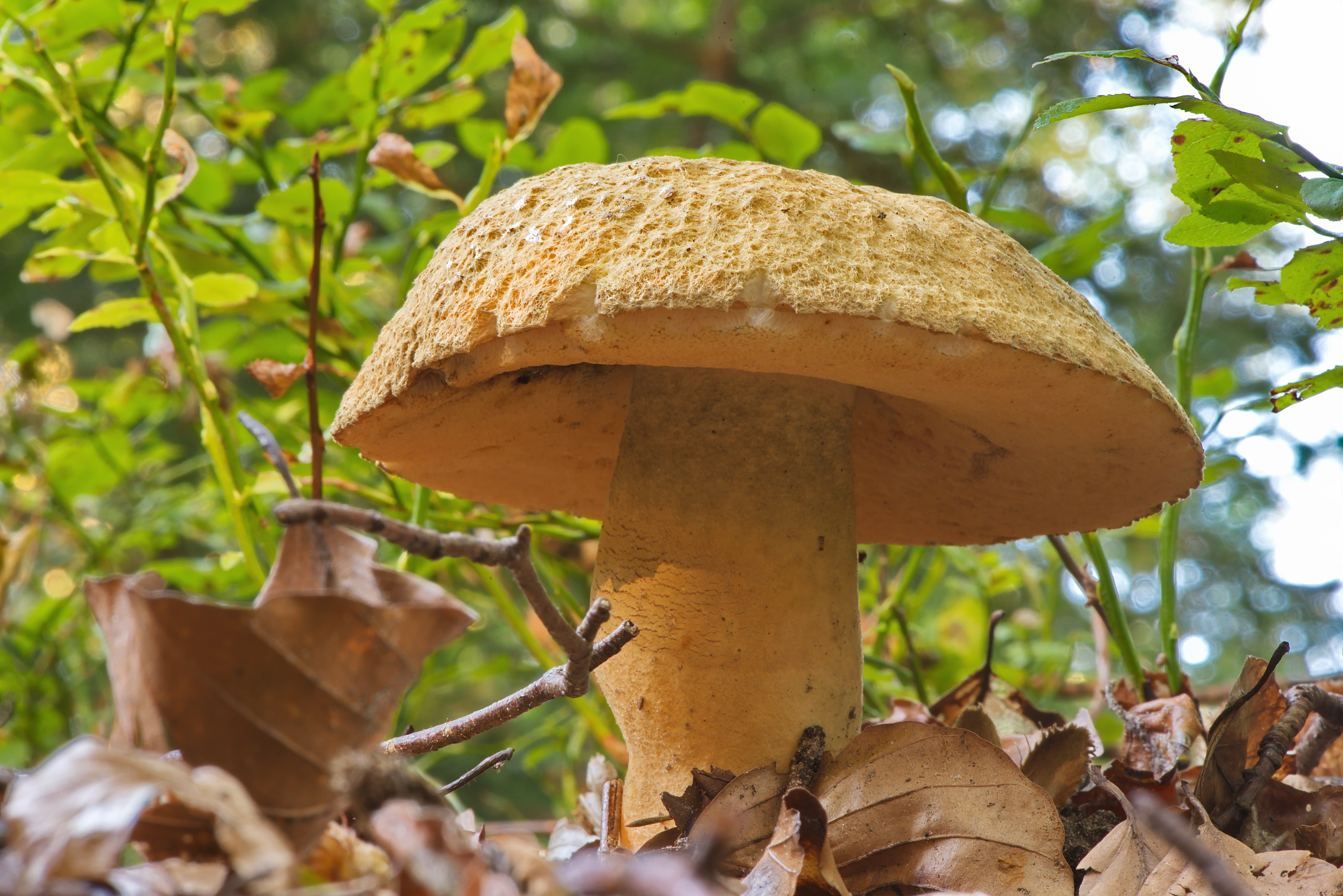
Gyroporus cyanescens Gyroporaceae
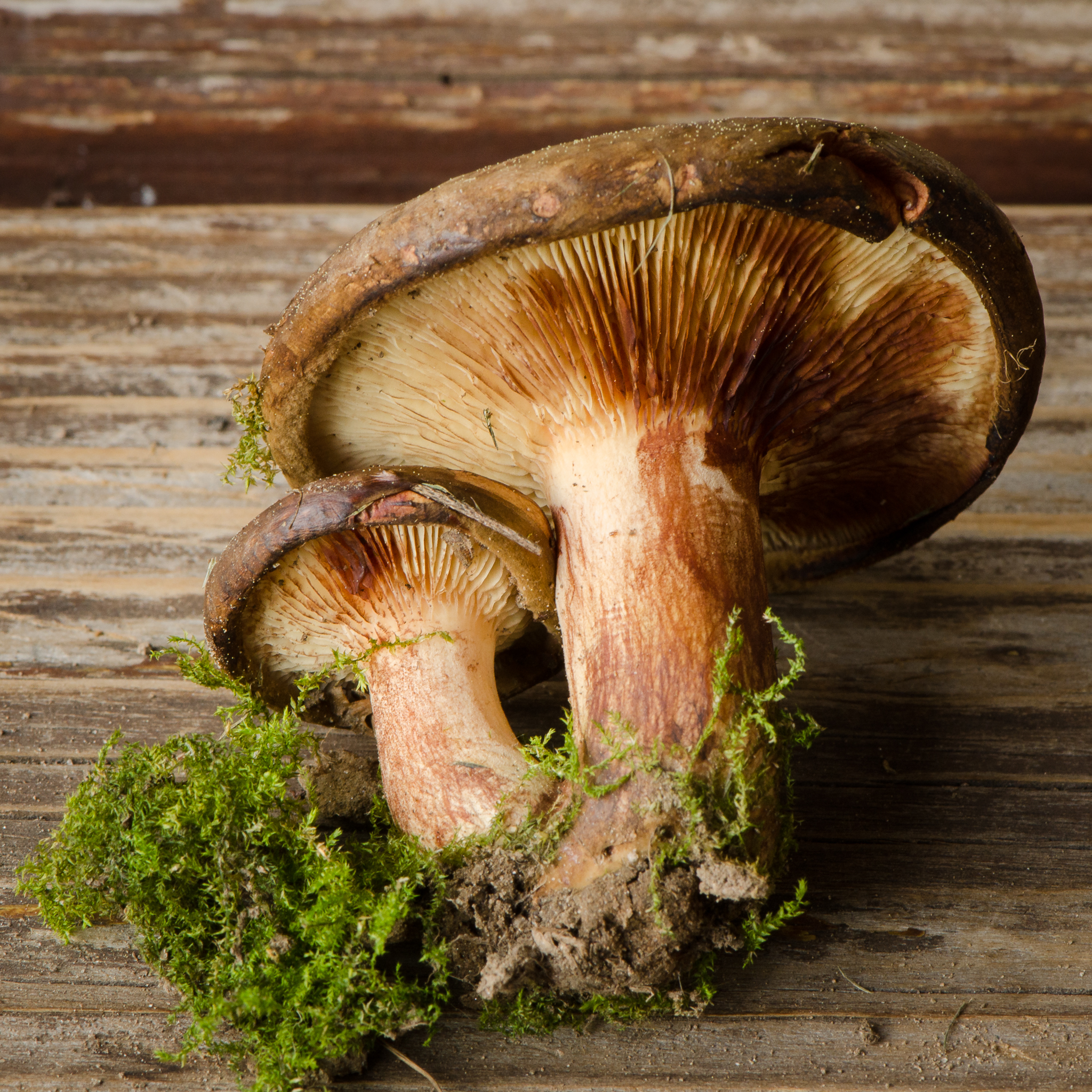
Paxillus involutus Paxillaceae
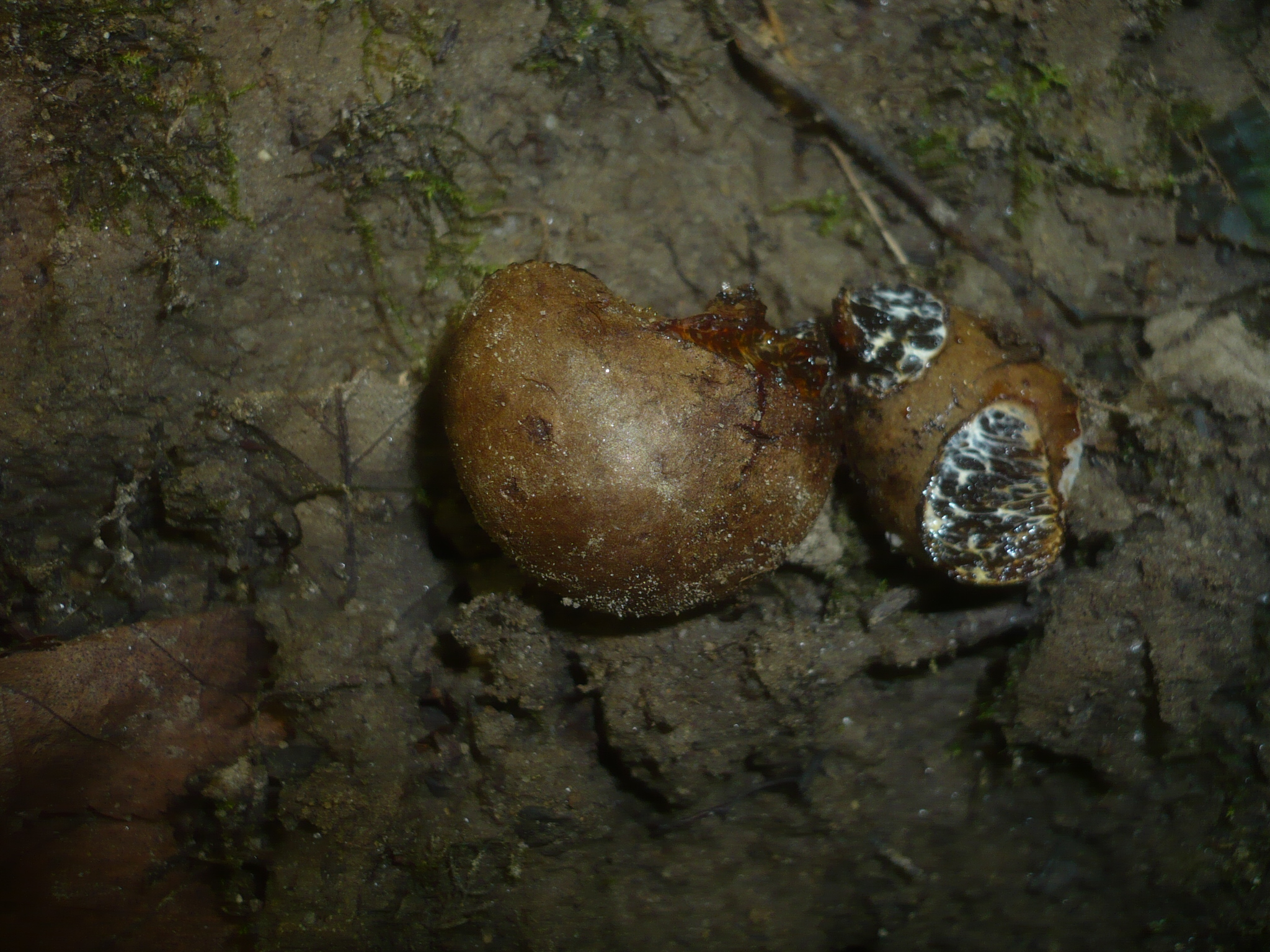
Melanogaster variegatus Melanogastraceae
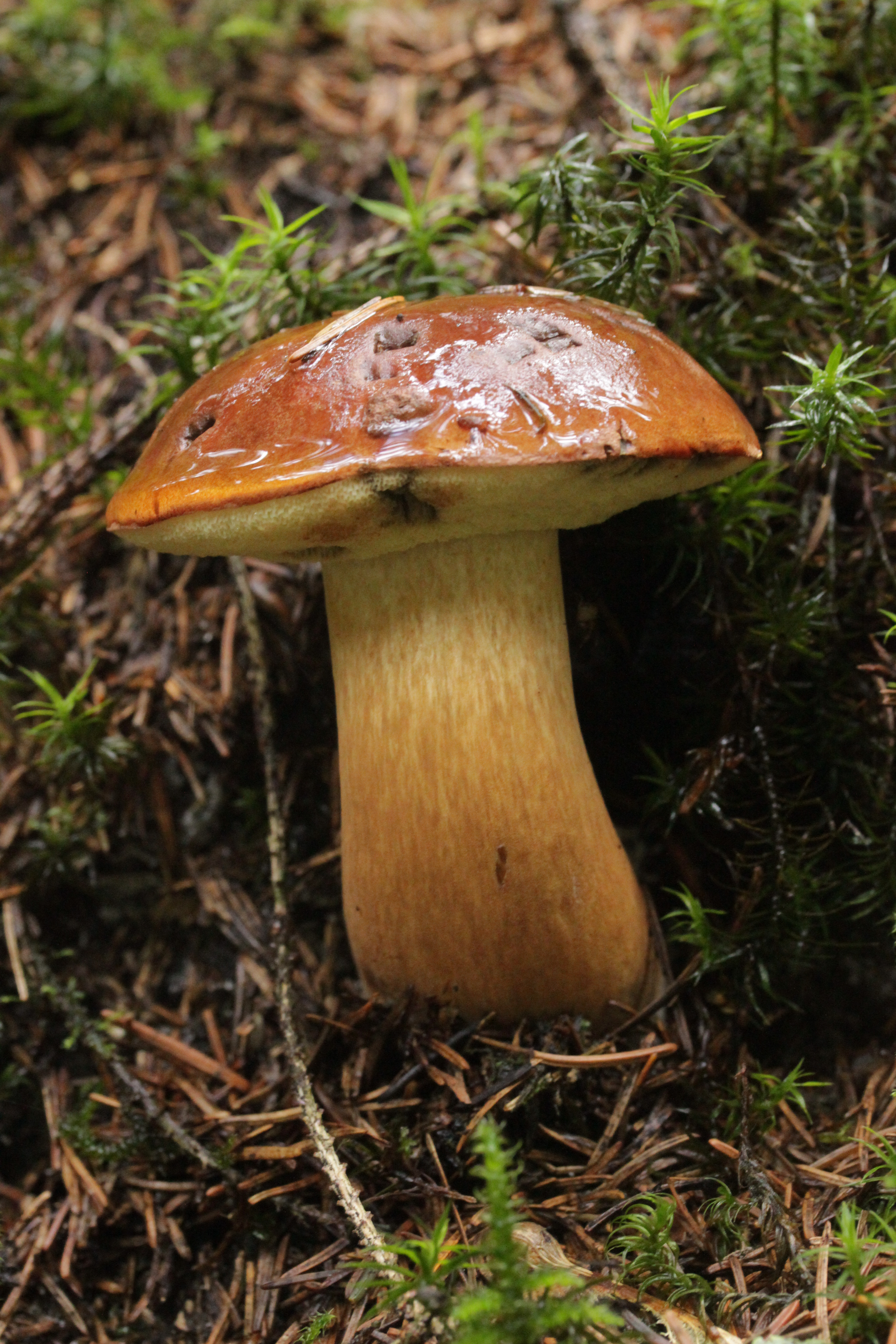
Imleria badia Boletaceae
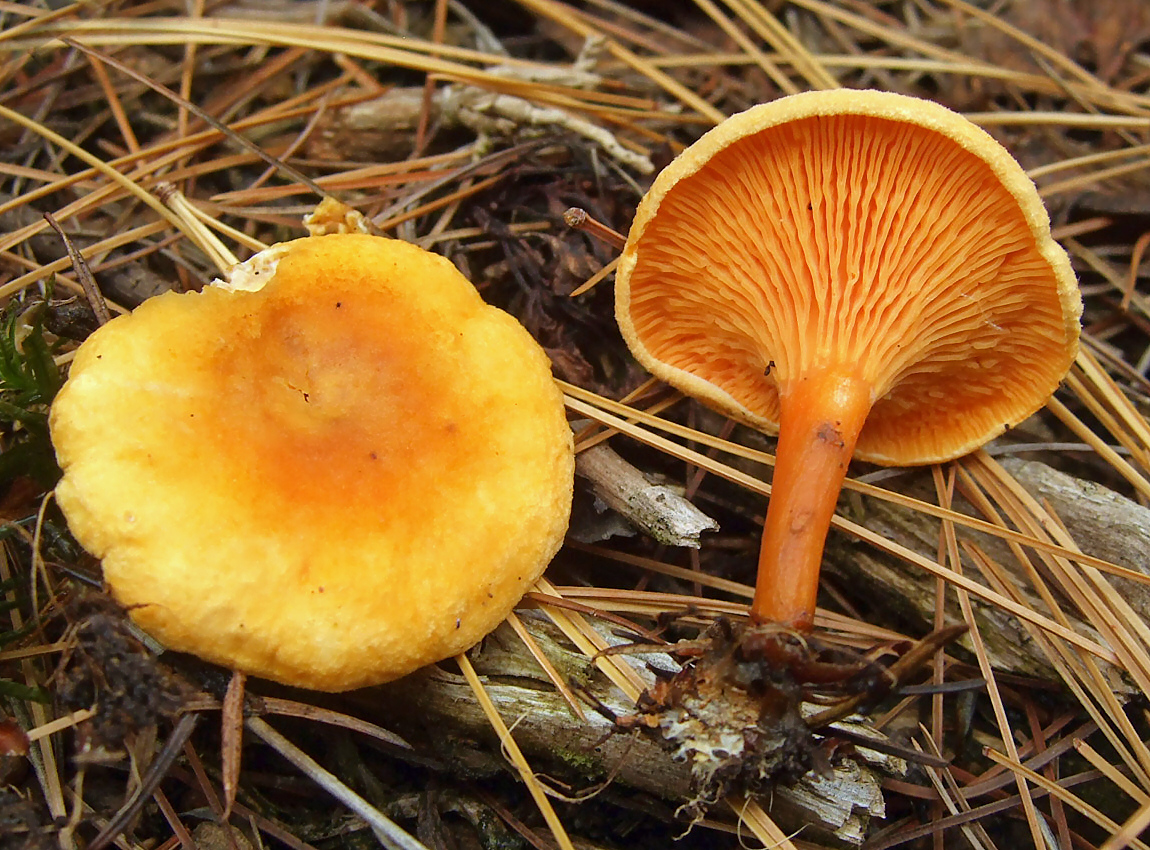
Hygrophoropsis aurantiaca Hygrophoropsidaceae
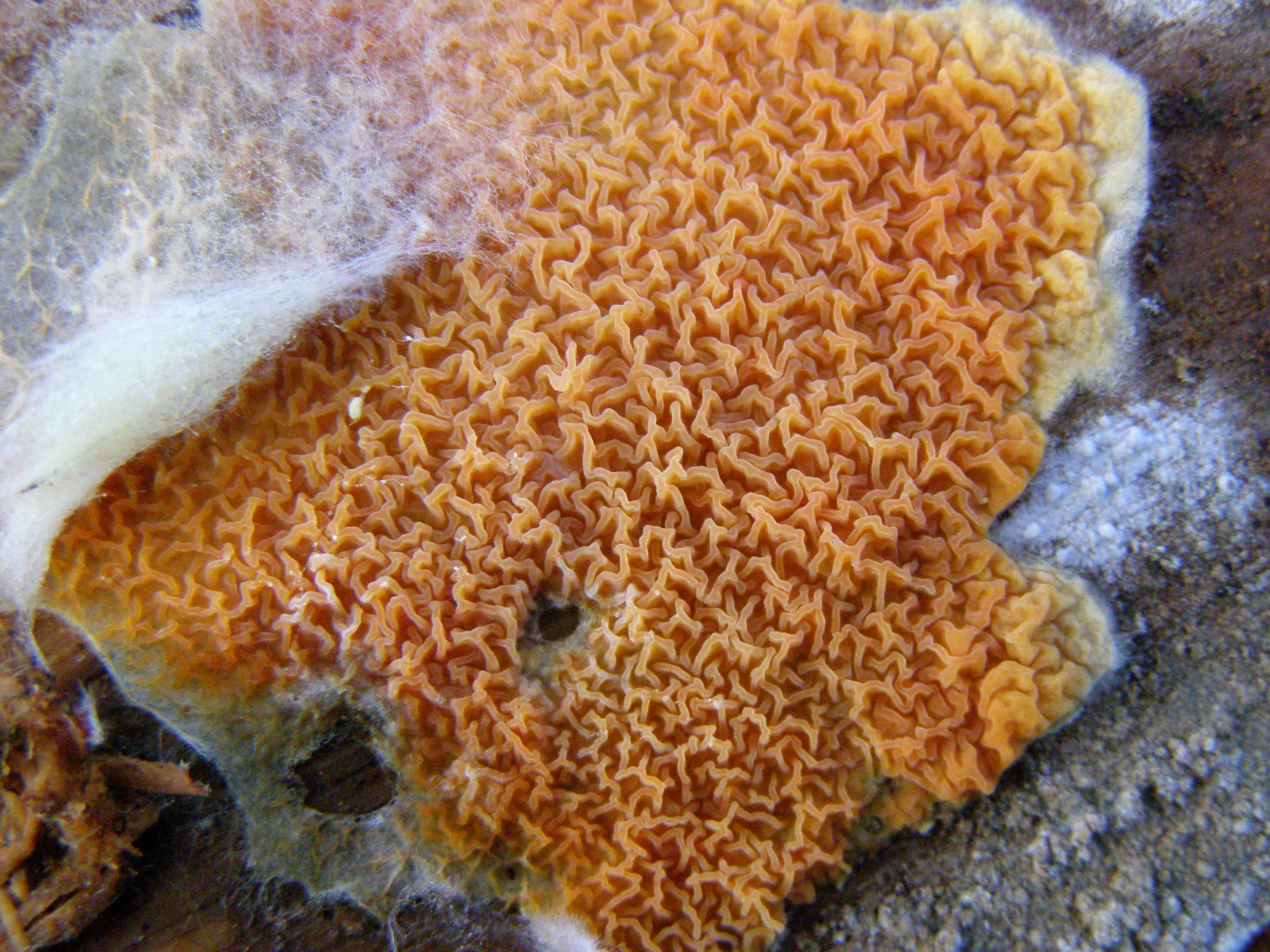
Leucogyrophana mollusca Hygrophoropsidaceae(?)
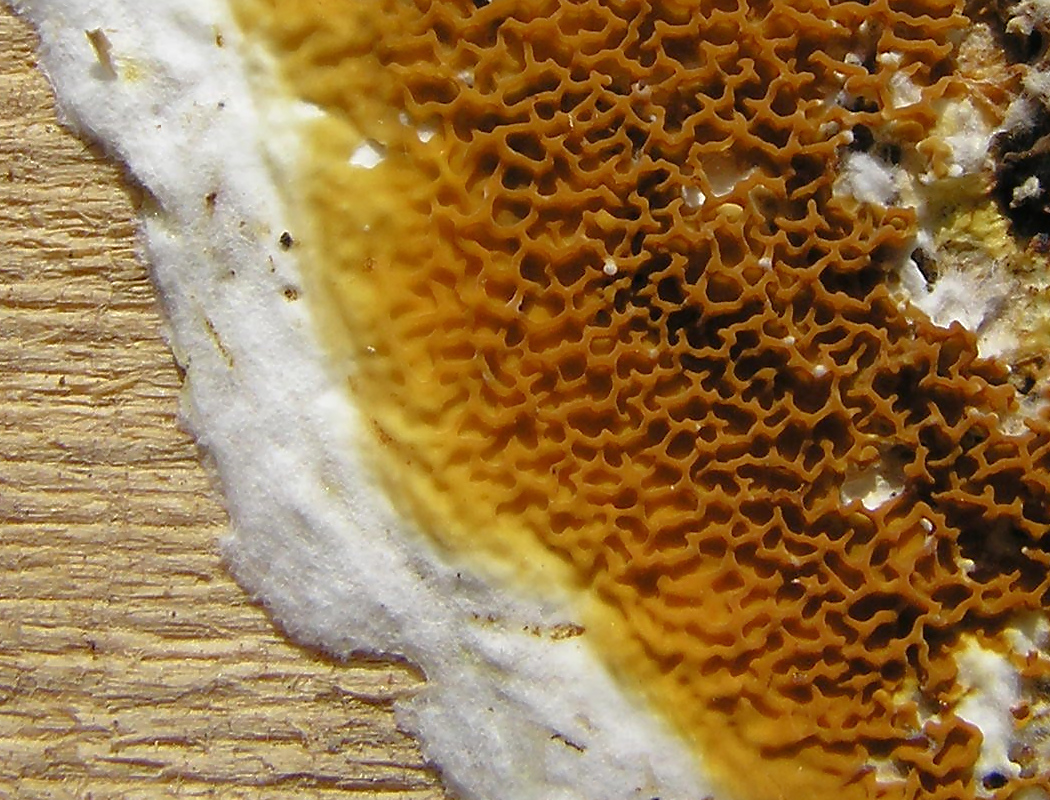
Serpula lacrymans Serpulaceae